# نورمن جاد (واترپلو)
نورمن جاد (زاده ۶ آوریل ۱۹۰۴ – درگذشته ۱۹ نوامبر ۱۹۸۰) یک بازیکن واترپلو اهل ایرلند بود.  وی در مسابقات المپیک تابستانی ۱۹۲۸ در گروه مردان شرکت نمود. 